# Mark Talbut
Mark Talbut (Burnley, 23 juli 1962) is een Engels voetbaltrainer en voormalig voetballer. Hij speelde enkel voor Belgische clubs. Hij is de zoon van gewezen voetballer John Talbut.

## Carrière

### KV Mechelen
Mark Talbut debuteerde op jonge leeftijd bij KV Mechelen, de club waar zijn vader gedurende de jaren 70 voetbalde. De jongste van de twee Talbuts was een beenharde verdediger, die tot 1985 de kleuren van Malinois verdedigde. In 1981 en 1983 maakte hij van dichtbij de promotie naar Eerste Klasse mee.

### Beerschot
In 1985 stapte Talbut over naar Beerschot VAV. Ook daar speelde Talbut regelmatig. Hij speelde vaak als libero. Hij sukkelde in de periode wel vaak met blessures aan de knie. Talbut was bij Beerschot een ploegmaat van onder meer Patrick Goots, Marc Schaessens, Willy Wellens en Jos Daerden.

### Germinal Ekeren
In 1991 zei de Brit het Kiel vaarwel. Hij trok naar de buren van Germinal Ekeren. De ondertussen 29-jarige Talbut kon onder trainer Urbain Haesaert op speelkansen rekenen. Tijdens het seizoen 1993/94 scoorde hij het eerste doelpunt van het seizoen. Hij vormde bij Germinal Ekeren in de verdediging een tandem met Mike Verstraeten.
In zijn laatste seizoen bereikte Talbut met Germinal Ekeren de finale van de Beker van België. Talbut kwam in die finale wegens een zware blessure niet in actie en zag hoe zijn team met 3-1 verloor van Club Brugge.

### La Louvière
Na de verloren Bekerfinale zakte Talbut af naar Tweede Klasse. De revaliderende Brit ging aan de slag bij het La Louvière van trainer Freddy Smets. Hij werd een ploegmaat van onder meer Didier Barbigant, Geert Deferm en Frédéric Tilmant. Talbut maakte bij La Louvière een einde aan zijn carrière als voetballer. In 1997 ging hij bij de Henegouwse club aan de slag als coach.

## Trainer
Talbut was van 1997 tot 1998 de coach van La Louvière. Zijn eerste seizoen was hij speler en trainer bij de club. Hij kreeg er spelers als Cédric Roussel en Patrick Ghislain onder zijn hoede. Nadien ging hij aan de slag bij KFC Strombeek, Cappellen FC en Kampenhout SK. Momenteel is hij de trainer van KFC Eppegem. In het seizoen 2011-12 werd hij met KFC Eppegem glansrijk kampioen van 2e Provinciale Brabant A. Midden in het seizoen 2012-13 kreeg hij een hartaanval. Na enkele maanden revalidatie ging hij wel gewoon opnieuw aan de slag als trainer van KFC Eppegem.

## Clubs
- 1979-1985 : KV Mechelen
- 1985-1991 : Beerschot VAV
- 1991-1995 : Germinal Ekeren
- 1995-1997 : La Louvière